# Avenue de la Faïencerie
L’avenue de la Faïencerie (en luxembourgeois : Roudebierg) est une avenue de la ville de Luxembourg.

## Situation et accès
Elle est située dans les quartiers du Limpertsberg, de Rollingergrund / Belair-Nord et de la Ville-Haute.